# Czerlonka
Czerlonka is een plaats in het Poolse district  Hajnowski, woiwodschap Podlachië. De plaats maakt deel uit van de gemeente Białowieża en telt 120 inwoners.